# Filipa Galvão Telles
Filipa Galvão Telles é uma cantora tradicional portuguesa, que interpreta R&B. 

## Festival RTP da Canção
Em 2010, Filipa Galvão Telles concorrereu ao Festival RTP da Canção, integrando na lista para a votação on-line, de onde passarão 24 às semifinais.

## Single
- 2010- O amor não sabe (FRTPC2010)